# Зал ожидания (фильм)
«Зал ожидания» (фр. Les pas perdus) — художественный фильм 1964 года производства Франции , драма, снятая режиссёром Жаком Робеном по одноимённому роману Рене Фаллета. Главные роли в этом фильме исполнили Жан-Луи Трентиньян и Мишель Морган.

## Сюжет
Жорж, молодой художник, на вокзале, ожидая поезда, знакомится с симпатичной женщиной. Хотя Иоланда замужем, между ней и Жоржем тут же пробегает искра взаимной страсти. Вскоре Иоланда понимает, что её брак оказался под угрозой…